# ミゲル・アンヘル・ゴンザレス
ミゲル・アンヘル・ゴンサレス（Miguel Angel Gonzalez Dávila、1970年11月15日 - ）は、メキシコの元男性プロボクサー。メキシコシティ出身。元WBC世界ライト級王者。

## 人物
メキシコシティ出身の、オーソドクスファイター。一時期協栄ボクシングジムにプロモートされており、東京三太のリングネームで日本のリングに上がっていたこともあった。ハンサムな容姿で女性ファンも多く、日本の女性誌にも取り上げられたことがあるほどの男前なボクサーだった。
クリスチャンであるため「サンタ」の名が入った東京三太のリングネームは本人もお気に入りで、協栄との契約が切れ日本を離れた後も、メキシコのリングで「ミゲル・アンヘル“トーキョー・サンタ”ゴンサレス」とコールされていた。

## 来歴
15歳で名門パンチョ・ロサレス門下に入門。
1988年9月、ソウルオリンピックにフェザー級で出場。1回戦で地元韓国の李在赫に判定負け。
1989年1月21日、プロデビュー。
1990年12月17日、東京三太のリングネームで日本のリングに初登場。廉泰福と対戦し5回TKO勝ちを収めた。
1991年3月16日、WBC世界ライト級11位の文泰鎮と対戦し7回TKO勝ちを収め世界ランク入り。
1991年8月19日、ウィリアム・マガヒンと対戦し4回KO勝ちを収めた。これが東京三太としてのラスト・ファイトとなった。
1992年3月16日、WBCインターナショナルライト級王者ラモン・マルチェナに5回TKO勝ちを収め王座獲得に成功した。
1992年8月24日、パーネル・ウィテカーの返上によって空位となったWBC世界ライト級王座決定戦としてウィルフレド・ロチャと対戦し9回TKO勝ちを収め王座獲得に成功した。
1994年3月29日、後にWBA、WBCのニ団体で世界王者となるジャン・バチスト・メンディと対戦し5回TKO勝ちを収め5度目の防衛に成功した。
1994年8月6日、後のIBF世界ライト級王者レバンダー・ジョンソンと対戦し8回TKO勝ちを収め6度目の防衛に成功した。
1994年12月13日、元IBF世界フェザー級王者カルビン・グローブと対戦し5回終了時グローブの棄権によるTKO勝ちを収め7度目の防衛に成功した。
1995年8月15日、ラマー・マーフィに12回判定勝ちを収め10度目の防衛に成功した。
1996年、WBC世界ライト級王座返上。
1997年1月18日、WBC世界スーパーライト級王者オスカー・デ・ラ・ホーヤと対戦するが12回判定負けを喫し初黒星となった。
1998年3月7日、オスカー・デ・ラ・ホーヤの返上によって空位となったWBC世界スーパーライト級王座決定戦でフリオ・セサール・チャベスと対戦するも12回引き分けに終わり王座獲得に失敗した。
1999年8月21日、WBC世界スーパーライト級王者コンスタンチン・チューと対戦するがパワーに押されまくられ10回TKO負けを喫し2階級制覇に失敗した。
2001年3月3日、伏兵のマヌエル・ゴメスと対戦するが10回判定負け。
2004年9月4日、WBC、WBA、IBF世界ウェルター級王者コーリー・スピンクスと対戦するが12回判定負けを喫しまたしても2階級制覇に失敗した。
2005年8月13日、WBA世界ウェルター級王者ルイス・コラーゾと対戦するが7回終了時棄権によるTKO負け。
2006年9月2日、WBC中央アメリカボクシング連盟スーパーウェルター級王座決定戦でアレハンドロ・ルイス・ガルシアと対戦し12回判定勝ちを収め王座獲得に成功した。
2006年10月7日、ウリセス・デュアルテと対戦し10回TKO勝ちを収め初防衛に成功した。現役最後の試合となった。
2010年9月復帰の噂が囁かれていたものの、後日改めて現役を引退を表明した。

## 戦績

### アマチュア
66戦63勝3敗
| 1988 ソウルオリンピック | 1988 ソウルオリンピック | 1988 ソウルオリンピック | 1988 ソウルオリンピック | 1988 ソウルオリンピック | 1988 ソウルオリンピック |
| 階級                    | ラウンド                | 勝敗                    | 内容                    | 対戦相手                | 国籍                    |
| ----------------------- | ----------------------- | ----------------------- | ----------------------- | ----------------------- | ----------------------- |
| フェザー級              | 1回戦                   | ●                       | 3R判定                  | 李在赫                  | 韓国                    |

### プロ
57戦51勝（40KO）5敗1分

## 獲得タイトル
- WBC世界ライト級王座（防衛10度）